# Avraham Meïr Haberman
Pour les articles homonymes, voir Habermann (homonymie).
 (février 2016).
Si vous disposez d'ouvrages ou d'articles de référence ou si vous connaissez des sites web de qualité traitant du thème abordé ici, merci de compléter l'article en donnant les références utiles à sa vérifiabilité et en les liant à la section « Notes et références ».
Abraham Meïr Haberman (1901-1980), aussi connu sous son nom d'écrivain Heman HaYéroushalmi, est un poète israélien et un chercheur en littérature hébraïque du Moyen Âge.

## Vie et œuvre
Haberman nait en Galicie, Autriche-Hongrie, et émigre en Terre d'Israël lors de la cinquième aliyah, au milieu des années 1930. Il s'établit à Jérusalem et exprime son amour pour cette ville à travers ses poèmes. Il exerce la fonction de bibliothécaire en chef de la fondation Shocken et celle de professeur de littérature. Il dirige la publication de manuscrits hébraïques du Moyen Âge dans des éditions limitées. Il écrit également un livre sur Jérusalem dans le style du midrash intitulé Etincelles de Jérusalem (1956) édité par l'Organisation sioniste mondiale.
Haberman choisit comme pseudonyme Heman HaYéroushalmi en s'inspirant du nom traditionnel de l'auteur du psaume 88 Heman HaEzrahi. Pour Haberman, Heman peut être une forme abrégée de son nom de famille, qu'il fait suivre du nom de sa ville (Jérusalem).

## Sources
- (he) Cet article est partiellement ou en totalité issu de l’article de Wikipédia en hébreu intitulé « אברהם מאיר הברמן » (voir la liste des auteurs).